# Gentiana perpusilla
Gentiana perpusilla és una espècie de planta fanerògama que pertany a la família de les gencianàcies (Gentianaceae).

## Descripció
Gentiana perpusilla és una planta monocàrpica amb diverses tiges erectes de 8 a 40 mm d'alçada.
Les fulles basals són oblongues a obovades, 4 a 10 mm de llargada i 2 a 4 mm d'amplada, ascendents. Les fulles caulinars fan de 3 a 6 mm de llargària i 1 a 3 mm d'amplada, l'àpex és obtús a arrodonit, la base és arrodonida, el marge és sencer o amb dents apicals, amb un limbe foliar i una quilla blanques poc evidents.
Les flors són pedicel·lades, solitàries, a la part terminal de les tiges. El calze és cilíndric, amb un tub de 4 a 7 mm de llargada, lòbuls triangulars, erectes de 1 a 1.5 mm de llargària, amb vora i quilla blancs. La corol·la és hipocraterimorfa, 5 a 10 mm de llarg, de color blanc verdós, els lòbuls són ovats triangulars, 1 a 2 mm de llarg, blavosos, els apèndixs són interlobulars triangulars 0,8 a 1,5 mm de llarg, blavosos. Inclosos els estams, filaments i anteres fan entre 1,5 a 2 mm de llarg. L'ovari conté un curt estil.
La càpsula és oblonga de 2,5 a 3,5 mm de llarg, extreta de la corol·la macrescent per un ginòfor d'uns 3 mm de llarg. Les llavors són el·líptiques a ovoides, de 0,75 mm de llarg, de color marró fosc.

## Distribució i hàbitat
Gentiana perpusilla és endémica de les parts altes de l'Eix Volcànic Transversal de Mèxic.
En el seu hàbitat creix a les zones alpines en microhàbitats humits a una altitud dels 3590 fins als 3900 m. Pel que sembla floreix durant l'estiu.
Per la distribució restringida i l'abundància relativament baixa és una espècie vulnerable a l'extinció.

## Taxonomia
Gentiana perpusilla va ser descrita per Townshend Stith Brandegee i publicat a Zoë 5(10): 181, a l'any 1904.
Etimologia
Gentiana: Segons Plini el Vell i Dioscòrides Pedaci, el seu nom deriva del de Genci, rei de Il·líria en el segle ii, a qui s'atribuïa el descobriment del valor curatiu de la Gentiana lutea.
perpusilla: epítet llatí que significa "molt petit, "minúscul".